# Grudziądz (stacja kolejowa)
Grudziądz – stacja kolejowa w Grudziądzu, w województwie kujawsko-pomorskim, w Polsce.

## Ruch pasażerski
| Rok  | Wymiana pasażerska na dobę |
| ---- | -------------------------- |
| 2017 | 1 600                      |
| 2022 | 1 600                      |
| 2023 | 1 600                      |

## Historia
Mimo starań prowadzonych w latach 1842 i 1865, pierwsze połączenie kolejowe na trasie Grudziądz - Jabłonowo Pomorskie zostało uruchomione 15 listopada 1878 roku. W 1879 powstało połączenie przez nowy most wiślany z Laskowicami, w 1883 z Toruniem i Malborkiem, co zdynamizowało rozwój miasta jako ośrodka przemysłowego. Murowany dworzec z pocztą i magazynami zbudowano w 1885 roku (zabudowania w większości zachowane do dzisiaj), w 1896 uzyskał dogodne połączenie z miastem linią tramwajową. W latach 1903–1904 obok wzniesiono nowy, większy, neogotycki budynek dworca, z reprezentacyjnym hallem kasowym, poczekalniami, restauracją, służbowymi mieszkaniami zawiadowcy i restauratora oraz z krytymi peronami. Projekt pochodził z Ministerstwa Robót Publicznych w Berlinie. W latach 1911–1912 zbudowano parowozownię. Dworzec uległ zniszczeniu podczas wojny w 1945 roku. Na jego miejscu w latach 1963-1965 powstał obecny, z dużą przeszkloną halą (proj. Z. Czekanowski, K. Kubiński).
W ubiegłych latach stacja Grudziądz tętniła życiem, posiadała wiele połączeń regionalnych jak i pospiesznych, natomiast ze względów ekonomicznych zostały powoli wycofywane i to doprowadziło do tego, że od 2009 roku do 2021 roku Grudziądz nie posiadał żadnego pociągu dalekobieżnego.
Do 2006 roku przez stację kursowały ważniejsze pociągi tak jak:
- pociąg przyspieszony "Liwa" relacji: Toruń Główny - Gdynia Główna, przez Grudziądz, Kwidzyn, Malbork. Od 2005 roku w relacji: Grudziądz - Gdynia Główna, przez Kwidzyn, Malbork i w relacji odwrotnej.
- pociąg przyspieszony "Bursztyn" relacji: Grudziądz - Słupsk, przez Kwidzyn, Malbork, Gdynię Główną i w relacji odwrotnej.

Do 2007 roku:
- pociąg przyspieszony "Powiśle" relacji: Brodnica - Bydgoszcz Główna, przez Jabłonowo Pomorskie, Grudziądz, Laskowice Pomorskie i w relacji odwrotnej.
- pociąg pospieszny "Bory Tucholskie" relacji: Warszawa Zachodnia - Kołobrzeg, przez Działdowo, Lidzbark, Brodnicę, Jabłonowo Pomorskie, Grudziądz, Laskowice Pomorskie, Tucholę, Chojnice, Szczecinek i w relacji odwrotnej.

Do 2008 roku:
- pociąg pospieszny "Wrocławianin" relacji: Grudziądz - Wrocław Główny, przez Chełmże, Toruń Główny, Inowrocław, Gniezno, Września i w relacji odwrotnej.
- pociąg pospieszny Grudziądz - Warszawa Wschodnia przez Toruń Główny i w relacji odwrotnej.

Do 2009 roku:
- pociąg pospieszny "Warmia" relacji: Kraków Płaszów - Grudziądz, przez Działdowo, Brodnicę, Jabłonowo Pomorskie i w relacji odwrotnej.

Do 2013 roku:
- pociągi osobowe w relacjach bezpośrednich: Malbork - Toruń Główny oraz Toruń Główny - Malbork (przez Grudziądz)

Do 2016 roku:
- pociągi osobowe w relacjach bezpośrednich: Grudziądz - Bydgoszcz Główna oraz Bydgoszcz Główna - Grudziądz, przez Laskowice Pomorskie. Pociągi te kursowały od 2015 roku i uruchomione były przez Arrivę. Jednak Arrivie odebrano możliwość obsługi odcinka Laskowice Pomorskie - Bydgoszcz Główna.

Od 12 grudnia 2021 do 11 marca 2023 stacja posiadała bezpośrednie połączenie z Gdynią i Katowicami (pociąg TLK „Flisak” PKP Intercity). Od 12 marca 2023 do 2 września 2023, w związku z naprawą mostu wiślanego, pociąg ten jechał przez Iławę Główną. Od 3 września 2023 r. pociąg ten znowu zaczął jeździć przez Grudziądz.

## Remont dworca
Prace remontowe w ramach zadania inwestycyjnego pn. Przebudowa dworca kolejowego Grudziądz wykona przedsiębiorstwo Budimex.